# Уорбасс, Ларри
Ларри Уорбасс (англ. Larry Warbasse, род. 28 июня 1990 в Дирборнe, США) — американский профессиональный шоссейный велогонщик, выступающий с 2019 года за команду «AG2R Citroën». Чемпион США 2017 года в групповой гонке.

## Карьера
С 13 лет занимался маунтинбайком. В 15 лет начал практиковаться в шоссейном велоспорте, вскоре полностью переключившись на него и через год пройдя отбор в национальную юношескую сборную.
В 2010 году подписал профессиональный контракт с Hincapie Development Team и выступал за нее полтора года.
Во второй половине 2012 года поступил на стажировку в BMC Racing Team, выступающую в мировом туре, и вскоре заключил с ней двухлетний контракт.
В 2015 году перешел в швейцарскую команду «IAM Cycling». Через два года проект закрылся и американец подписал соглашение с ирландской проконтинентальной командой «Aqua Blue Sport».
13 июня 2017 года Уорбасс триумфувал на этапе 3 Тура Швейцарии. Он отобрался в отрыв дня, из которого за 10 км до финиша на финальном подъёме остался один и сумев удержать преимущество до финиша, одержал свою первую в карьере профессиональную победу. Менее чем через две недели, 25 июня, американец стал чемпионом США в групповой гонке, опередив в спринте двух конкурентов по отрыву: Нельсона Паулесса и Алексея Вермюлена.

## Достижения
2011
Чемпионат США
5-й, Индивидуальная гонка U23
5-й, Льеж — Бастонь — Льеж U23
7-й, Флеш дю Сюд
2012
Чемпионат США
4-й, Индивидуальная гонка U23
6-й, Chrono Champenois
2013
Тур Катара
1-й на этапе 2 (КГ)
2015
8-й, Тур Баварии
2016
7-й, Тур Польши
2017
Чемпионат США
1-й  Групповая гонка
5-й, Индивидуальная гонка
Тур Швейцарии
1-й на этапе 4
8-й, Тур Норвегии
2018
4-й, Чемпионат США Групповая гонка
10-й, La Drôme Classic

## Статистика выступлений

### Гранд-туры
| Гонка           | 2014 | 2015 | 2016 | 2017 | 2018 | 2019 |
| --------------- | ---- | ---- | ---- | ---- | ---- | ---- |
| Джиро д'Италия  | —    | —    | НФ   | —    | —    |      |
| Тур де Франс    | —    | —    | —    | —    | —    |      |
| Вуэльта Испании | 74   | 38   | 49   | НФ   | —    |      |

| —  | Не участвовал  |
| НФ | Не финишировал |